# الخربة (إب)

تعديل مصدري - تعديل

الخربة هي إحدى قرى عزلة ثواب اعلى بمديرية إب التابعة لمحافظة إب، بلغ تعداد سكانها 1686 نسمة حسب تعداد اليمن لعام 2004.